# Саммантурай-02
Грама Ніладхарі Саммантурай-02 (№ 78) — Грама Ніладхарі підрозділу ОС Саммантурай, округ Ампара, Східна провінція, Шрі-Ланка.

## Демографія
| Населення (2007) | Населення (2007) | Населення (2007) | Населення (2007) | Населення (2007) |
| Населення        | Чоловіки         | Жінки            | Діти             | Дорослі          |
| ---------------- | ---------------- | ---------------- | ---------------- | ---------------- |
| 1533             | 771              | 762              | 570              | 963              |